# Željko Čajkovski
Željko Čajkovski (5. května 1925 Záhřeb – 11. listopadu 2016 Mnichov) byl jugoslávský fotbalista a trenér chorvatského původu. Hrál na pozici útočníka. Jeho bratr Zlatko Čajkovski byl také fotbalista, zahrál si s ním na OH 1948 a MS 1950. Za jugoslávskou reprezentaci odehrál 19 zápasů a vstřelil 12 gólů.

## Klubová kariéra
Svou kariéru otevřel v roce 1942 v HAŠK Záhřeb, po zániku klubu v roce 1945 přestoupil do Dinama Záhřeb. S Dinamem vyhrál v sezónách 1947/48 a 1953/54 jugoslávskou ligu a získal v roce 1951 jugoslávský fotbalový pohár. Po 11 letech v Dinamu přestoupil v roce 1956 do Werderu Brémy. Zde odehrál 2 roky a poté ještě v letech 1958–1960 působil v bavorském amatérském klubu 1.FC Lichtenfels jako hrající trenér.

## Reprezentační kariéra
Za Jugoslávii odehrál 19 zápasů a vstřelil 12 gólů. Na OH 1948 získal stříbrnou medaili. Na tomto turnaji vstřelil 2 góly v úvodním zápase při výhře 6:1 proti Lucembursku, 1 gól ve čtvrtfinále při výhře 3:1 proti Turecku. V semifinále ani ve finále gól nedal. V kvalifikaci na MS 1950 vstřelil 1 gól v zápase proti Izraeli a 1 gól v úvodním zápase proti Francii. Svůj nejdůležitější gól kariéry dal ve 114. minutě 3. zápasu proti Francii, díky tomuto gólu na mistrovství světa postoupila Jugoslávie. 2 góly zapsal přímo na mistrovství světa proti Mexiku, ale Jugoslávie zde vypadla ve skupině.

## Trenérská kariéra
Celou svou trenérskou kariéru strávil v Německu. Od roku 1964 až do roku 1966 trénoval druholigový SpVgg Greuther Fürth. Roku 1967 převzal bundesligový tým Borussia Neunkirchen, ale po roce s ním spadl do 2. ligy, své působení zde ukončil roku 1969. Po dvouleté pauze trénoval od roku 1971 amatérský tým SSV Ulm a vyhrál s ním v sezónách 1971/72 a 1972/73 3. ligu a v sezóně 1973/74 získal 2. místo. Sezóna 1973/74 byla jeho poslední na lavičce Ulmu. V sezóně 1974/75 vystřídal dva kluby. První polovinu této sezóny trénoval druholigový VFR Heilbronn (VFR Heilbronn v této sezóně spadl do 3. ligy), který po půlce se zóny opustil. Druhou půlkou sezony trénoval také druholigový Wacker Berlín, který dotáhl na 13. místo ve druhé lize, po sezóně ve Wackeru skončil. Wacker Berlín byl jeho posledním trenérským angažmá.